# Očistimo Slovenijo 2018
Akcija Očistimo Slovenijo 2018, imenovana tudi Še zadnjič očistimo Slovenijo, je nacionalna prostovoljska čistilna akcija v organizaciji društva Ekologi brez meja, ki je potekala 15. septembra 2018.

## Organizatorji
Akcijo že tretjič organizira društvo Ekologi brez meja, poteka v sklopu svetovnega projekta World Cleanup Day 2018 oziroma Očistimo svet 2018. Namen tega globalnega projekta je združiti 5 % svetovnega prebivalstva iz 150 različnih držav, ki se bodo na isti dan udeležili  čistilnih akcij.

## Akcija
Namen akcije je v enem dnevu Slovenijo čim bolj temeljito očistiti odpadkov, odvrženih v naravi, obenem pa ozavestiti javnost o pravilnem ravnanju z odpadki, pomenu recikliranja in drugih okoljevarstvenih tematikah. 
Glavni poudarek akcije bo na čiščenju in odstranjevanju divjih odlagališč po vsej Sloveniji. Za lažjo preglednost lokacij, na katerih se nahajajo odlagališča, je bil že med prvo tovrstno čistilno akcijo Očistimo Slovenijo v enem dnevu! ustvarjen digitalni Register divjih odlagališč, v katerega lahko kdorkoli vnese lokacijo in opis odlagališča. V sklopu akcije Očistimo Slovenijo 2018 so prostovoljci v mesecih pred akcijo intenzivno iskali preverjali lokacije v registru ter tako olajšali potek akcije.
Poleg tega je potekalo tudi čiščenje sprehajalnih poti, okolic izobraževalnih ustanov, nabrežij, sosesk ter drugih javnih površin. 
Občine, v katerih ni bilo nujne potrebe po čiščenju, pa so bile povabljene k urejanju parkov, igrišč, učnih poti ter drugih zelenih območij.

### Ime
Projekt so poimenovali »Še zadnjič očistimo Slovenijo« zaradi želje, da bi ljudje prenehali obravnavati čistilne akcije kot edino možno okoljevarstveno aktivnost. Zato je namen akcije tudi spodbuda, da bi Slovenci začeli ustvarjati manj odpadkov ter jih bolje ločevali ter tako omogočili lažjo ponovno uporabo, s čimer bi se onesnaževanje zmanjšalo tudi na dolgi rok.
Društvo je sicer kot zadnjo označilo že akcijo Očistimo Slovenijo 2012, a so se odločili za ponovno izvedbo.

## Odziv
Po preliminarnih podatkih se je tokratne akcije udeležilo nekaj več kot 28.000 posameznikov, pridružilo se ji je 134 slovenskih občin. Poleg tega je organizirano sodelovalo približno 13.000 otrok iz 114 vzgojno-izobraževalnih ustanov. Iz okolja so odstranili 77 ton odpadkov.